# Studebaker Commander

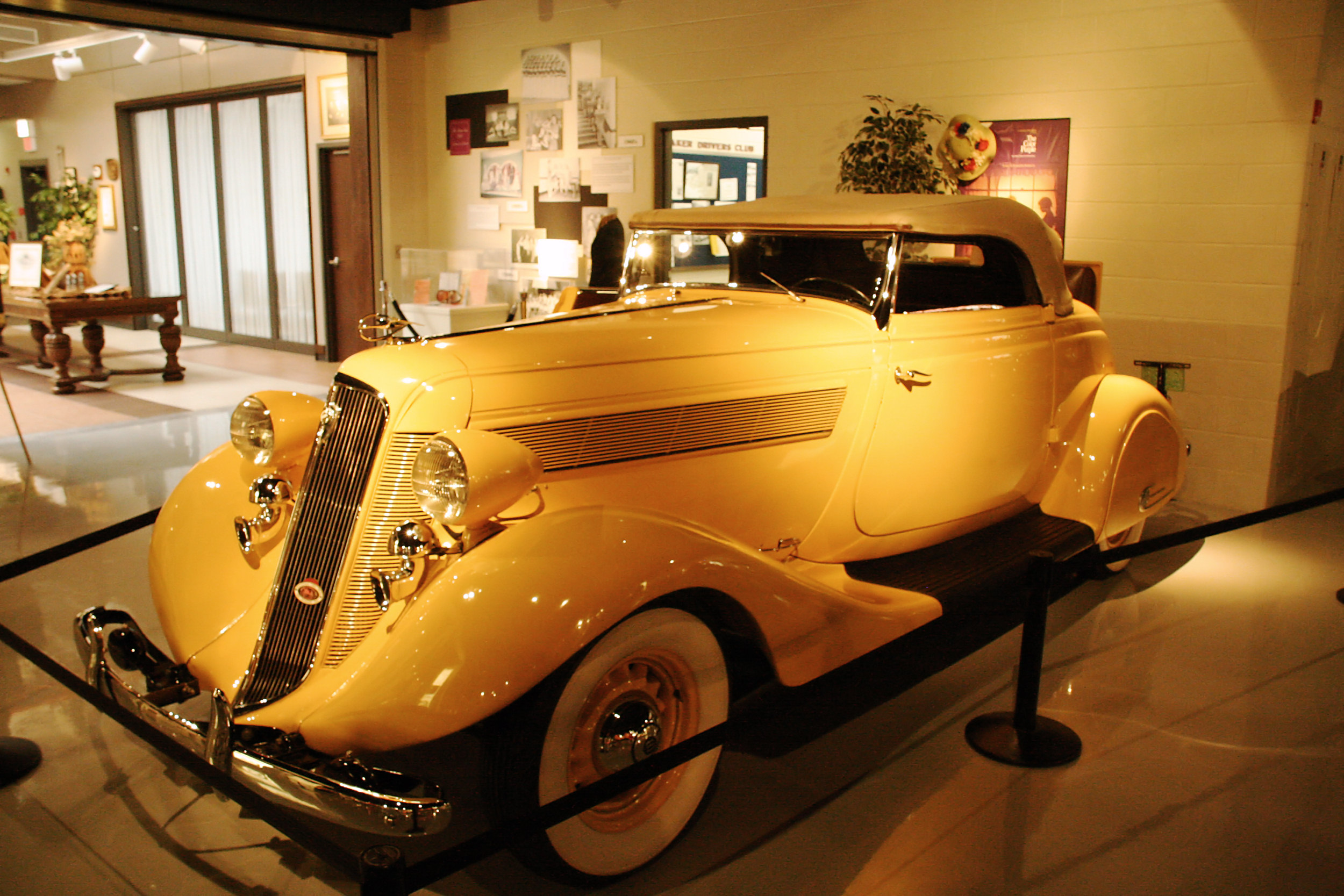
1935 Studebaker Commander Roadster

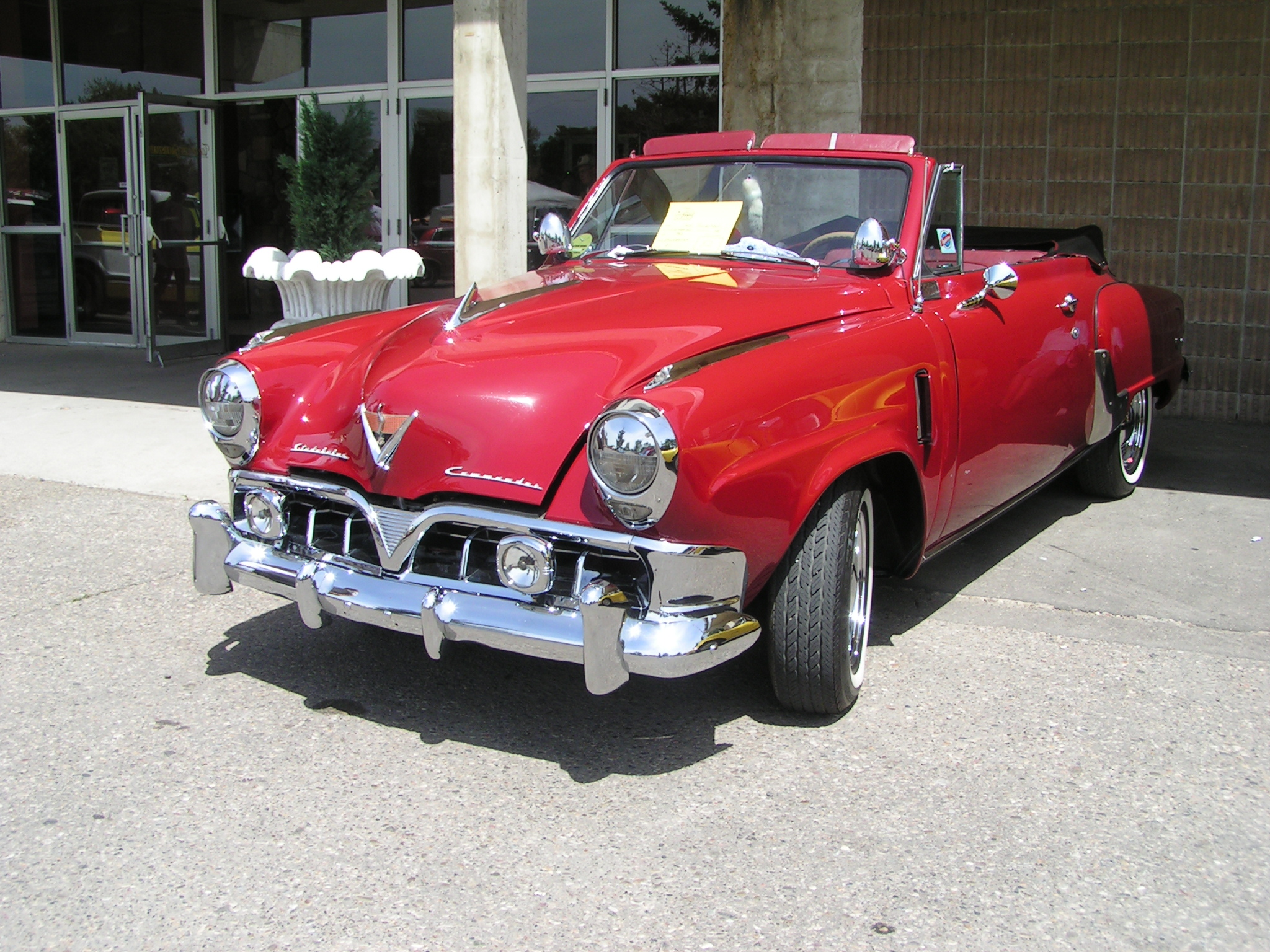
1952 Studebaker Commander State Convertible

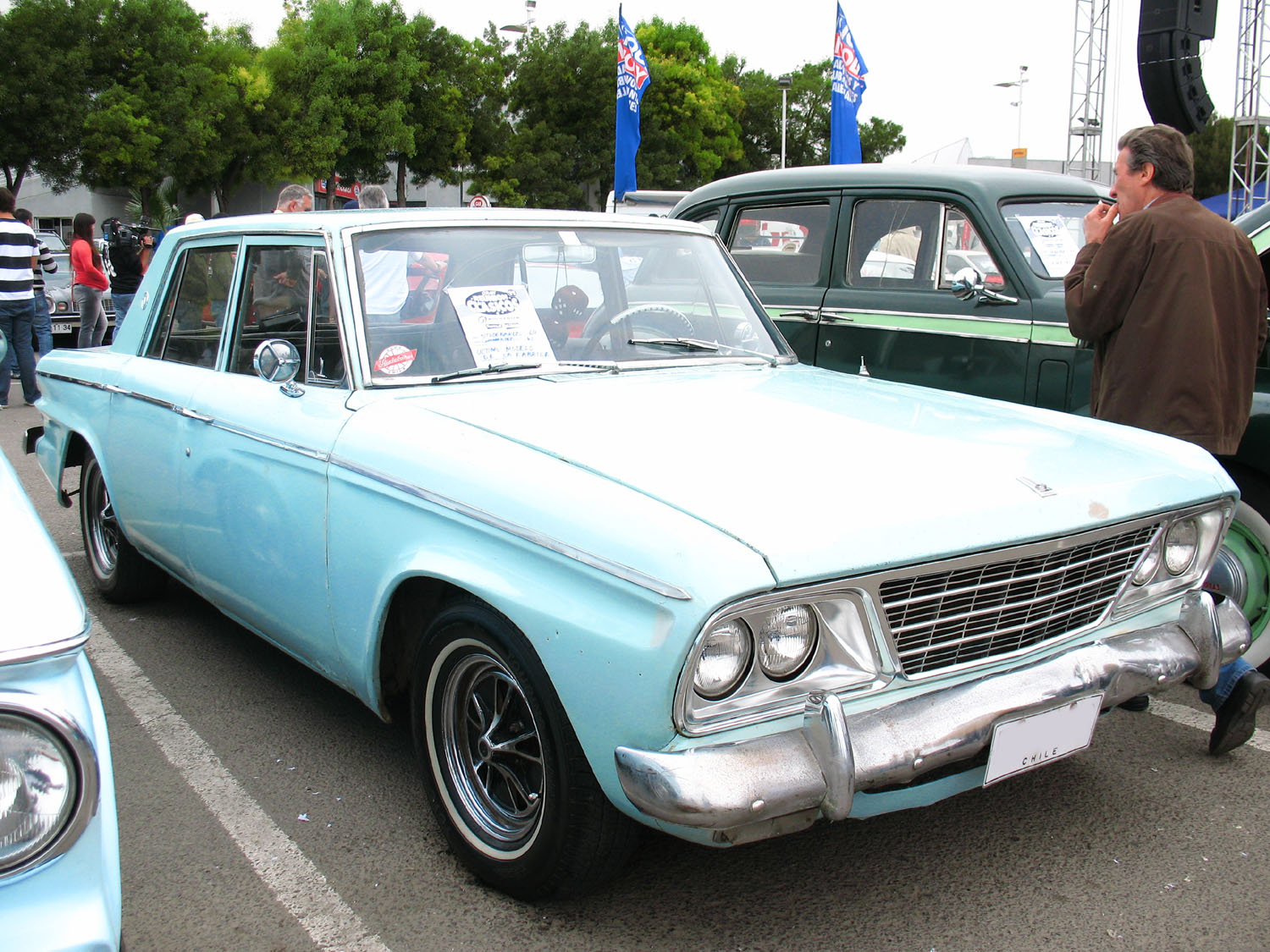
1964 Studebaker Commander

De Studebaker Commander was een productlijn van het Amerikaanse automerk Studebaker.

## Geschiedenis

### Jaren 20
Voordat de Commander geproduceerd werd, waren er drie standaard modellen die Studebaker hanteerde, de Studebaker Light Six, de Studebaker Special Six en de Studebaker Big Six. De eerste Commander, uit 1927, kwam voort uit de middenklasse Studebaker Special Six. De GB Studebaker Regal Commander uit 1928 kwam echter voort uit de Studebaker Big Six.

### Jaren 30
In 1935 werd de Commander geschrapt van Studebakers productielijn. In 1937 werd de naam gebruikt voor de goedkoopste versie van de Studebaker Dictator. In 1939 kreeg het model weer een middenklasser toen de Studebaker Champion uitkwam.

### Jaren 40
Direct na de Tweede Wereldoorlog schrapte Studebaker, wegens kosten, het Presidentmodel. De Commander werd vervolgens weer gelanceerd waardoor Studebaker een betaalbare auto kon blijven leveren aan klanten.

### Jaren 50
Nadat in 1955 Studebaker de naam President gebruikte voor zijn luxe modellen werd de naam Commander wederom toegeschreven aan de middenklasse. Ook kwam er een goedkopere lijn op de markt die eigenlijk Studebaker Champions waren maar dan met een V8 motor.

### Jaren 60
In 1964 herbruikte Studebaker de naam Commander opnieuw voor de op één na goedkoopste uitvoering van de Lark. In maart 1966 stopte Studebaker met het produceren van alle auto's.